# Estandarte

Estandarte Real de los Países Bajos.

Un estandarte es un tipo de bandera utilizada como distintivo militar que llevan las unidades de caballería o un monarca o miembro de una familia real o algunos jefes de Estado. Antiguamente también fue usado en unidades de infantería. 
Alfonso X "el Sabio" ya hace referencia a este tipo de bandera en las Siete Partidas (Segunda Partida, Título XXIII, Ley 13).

## Gobernantes
Es muy común que los Estados otorguen un estandarte a su jefe de Estado como señal de dignidad ante la función que realiza. Este estandarte puede tener usos muy diferentes en cada país, desde representar el cargo hasta marcar su presencia en el lugar, dependiendo esto del protocolo y costumbres de cada nación. Este tipo de estandartes destinados a representar a jefes de Estado puede categorizarse en tres grupos dependiendo de la forma de gobierno de cada país:
- Estandarte Real es una bandera personal del miembro de la casa real al que representa.
- Estandarte Imperial hace referencia al estandarte real de un monarca con el título de emperador.
- Estandarte presidencial es la bandera equivalente al estandarte real en aquellas naciones cuyo jefe de Estado no es un monarca, y que tienen legislado el uso de esta insignia.

Algunos países a imitación de los jefes de Estado, otorgan a sus jefes de Gobierno un estandarte de similares características y usos.

## Ámbito militar
En algunas naciones también se denominan estandartes a las insignias que utilizan los cuerpos montados del ejército (caballería y artillería) y que consiste en un pedazo de tela cuadrada pendiente de un asta en el que se bordan o sobreponen las armas reales y las del cuerpo a que pertenece. Antiguamente, se usó también en infantería.

## Ámbito religioso
Véase simpecado.